# Yponomeuta albonigratus
Yponomeuta albonigratus là một loài bướm đêm thuộc họ Yponomeutidae. Nó được tìm thấy ở Tajikistan, Uzbekistan, Kyrghyzstan và cũng recorded from the Levant.
Ấu trùng ăn các loài Salix.